# Società Cooperativa Dilettantistica Promogest 2013-2014

## Rosa
| N° |                    | Ruolo | Giocatore             |
| -- | ------------------ | ----- | --------------------- |
|    | Italia (bandiera)  | P     | Nicola Fiori          |
| 13 | Italia (bandiera)  | P     | Filippo Morleo        |
| 1  | Italia (bandiera)  | P     | Goran Volarević       |
| 2  | Croazia (bandiera) | D     | Marin Beltrame        |
| 4  | Italia (bandiera)  | D     | Davide Steardo        |
| 3  | Italia (bandiera)  | D     | Andrea Rinaldi        |
| 8  | Italia (bandiera)  | D     | Alessandro Sassanelli |
| 5  | Italia (bandiera)  | CV    | Emilio Tullio         |

| N° |                    | Ruolo | Giocatore        |
| -- | ------------------ | ----- | ---------------- |
| 7  | Italia (bandiera)  | CV    | Mauro Pagliara   |
| 9  | Italia (bandiera)  | CV    | Fabio Licata     |
| 12 | Italia (bandiera)  | CV    | Cesare Russo     |
|    | Italia (bandiera)  | CV    | Claudio Corriero |
| 6  | Italia (bandiera)  | CV    | Carlo Simonetti  |
| 11 | Italia (bandiera)  | A     | Matteo Astarita  |
| 10 | Croazia (bandiera) | CB    | Mislav Tomašić   |

| Allenatore: | Marcello Pettinau |

## Risultati

### Serie A1

#### Girone di andata
| Arbitri: | Bianchi Ricciotti |

|                                                                |           |                                      |
| Astarita: 4 Steardo: 3 Tullio: 2 Beltrame, Rinaldi, Tomašić: 1 | Marcatori | 1: Giordano, Messina, Oneto, Pesenti |

| Arbitri: | Bianchi Colombo |

|                                                                                |           |                                           |
| A. Calcaterra, Gianni: 2 Africano, Colosimo, Di Rocco, Leporale, Vittorioso: 1 | Marcatori | 4: Tomašić 2: Tullio 1: Astarita, Steardo |

| Arbitri: | L. Bianco Fusco |

|                                      |           |                                                                           |
| Tomašić: 4 Tullio: 2 Astarita, Russo | Marcatori | 2: Barillari, Vergano 1: Bruni, Camilleri, E. Di Somma, Guidaldi, Lanzoni |

| Arbitri: | Petronilli Severo |

|                                                                        |           |                                                     |
| Renzuto: 3 Radović: 2 Bertoli, Dolce, Foglio, Gallo, Rossi, Saccoia: 1 | Marcatori | 3: Steardo 2: Tomašić 1: Astarita, Beltrame, Mascia |

| Arbitri: | Collantoni Calabro |

|                                          |           |                                                                                |
| Steardo: 2 Beltrame, Rinaldi, Tomašić: 1 | Marcatori | 3: Napolitano, C. Presciutti, Molina, Rizzo 2: N. Presciutti 1: Legrenzi, Nora |

| Arbitri: | L. Bianco Pinato |

|                                                                     |           |                                                             |
| F. Pagani: 3 Cesini, Gaffuri, Jelača: 2 Busilacchi, Foti, Hrošík: 1 | Marcatori | 3: Steardo 2: Astarita, Simonetti 1: Russo, Tomašić, Tullio |

| Arbitri: | Caputi Scappini |

|                                           |           |                                                              |
| Beltrame, Tomašić: 2 Simonetti, Tullio: 1 | Marcatori | 2: Coppoli 1: A. Di Fulvio, Eskert, M. Gitto, Gobbi, Sindone |

| Arbitri: | Ricciotti Severo |

|                                                                                      |           |                                           |
| Petković: 4 Drašković: 3 Sadovyy: 2 Di Costanzo, Ferrone, S. Luongo, D. Mattiello: 1 | Marcatori | 4: Simonetti, Tomašić 3: Steardo 1: Russo |

| Arbitri: | Navarra Riccitelli |

|                                                                          |           | |
| Steardo, Tomašić: 2 Beltrame, Pagliara, Sassanelli, Simonetti, Tullio: 1 | Marcatori | 3: Figari 2: Felugo, Figlioli, A. Fondelli, Giacoppo, Giorgetti, F. Lapenna 1: Aicardi, Ivović, Madaras |

| Arbitri: | Paoletti Petronilli |

|                                                   |           |                                                         |
| Tomašić: 2 Astarita, Beltrame, Steardo, Tullio: 1 | Marcatori | 6: Elez 2: Fulcheris 1: G. Bianco, Damonte, Mistrangelo |

| Arbitri: | Bianchi Ricciotti |

|                                                         |           |                                                        |
| Brguljan: 4 Primorac, Velotto: 2 Baraldi, Campopiano: 1 | Marcatori | 3: Astarita, Tomašić 1: Sassanelli, Simonetti, Steardo |

#### Girone di ritorno
| Arbitri: | Colombo Calabro |

|                                        |           |                                                     |
| Hazui: 2 AcostM. a, Pesenti, Priolo: 1 | Marcatori | 4: Tomašić 2: Astarita 1: Beltrame, Steardo, Tullio |

| Arbitri: | Brasiliano Pinato |

|                                                           |           |                                                                                |
| Astarita, Beltrame, Rinaldi, Russo, Simonetti, Steardo: 1 | Marcatori | 1: A. Calcaterra, Cannella, Colosimo, Di Rocco, Maddaluno, Matović, Vittorioso |

| Arbitri: | Gomez Pascucci |

|                                                             |           |                                                   |
| Camilleri, A. Di Somma: 3 E. Di Somma, Guidaldi, Vergano: 2 | Marcatori | 4: Steardo 2: Astarita, Beltrame, Tomašić, Tullio |

| Arbitri: | Riccitelli Piano |

|                               |           |                                            |
| Astarita, Russo: 2 Tomašić: 1 | Marcatori | 4: Radović 2: Gallo, RenzutI. o 1: Saccoia |

| Arbitri: | D. Bianco Petronilli |

|                                                                                        |           |                      |
| Molina, Napolitano, Rizzo: 3 F. Di Fulvio, C. Presciutti: 2 Giorgi, Nora, Valentino: 1 | Marcatori | 2: Steardo 1: Tullio |

| Arbitri: | Ercoli Severo |

|                                                              |           |                                        |
| Simonetti, Steardo, Tomašić: 2 Beltrame, C. Russo, Tullio: 1 | Marcatori | 3: F. Pagani 2: Jelača 1: Foti, Hrošík |

| Arbitri: | Pinato Piano |

|                                                               |           |                                    |
| Coppoli, A. Di Fulvio: 3 M. Gitto: 2 Bini, Eskert, Sindone: 1 | Marcatori | 4: Tomašić 2: Astarita 1: C. Russo |

| Arbitri: | Caputi Colombo |

|                                                                    |           |                                                            |
| Tomašić: 3 Steardo: 2 Astarita, C. Russo, Sassanelli, Simonetti: 1 | Marcatori | 4: S. Luongo, Petković 2: Di Costanzo 1: Gambacorta, Pérez |

| Arbitri: | Lo Dico Del Bosco |

|                                                                                                |           |                        |
| Felugo: 3 Figari, Fondelli, Giorgetti, N. Gitto: 2 Aicardi, D. Fiorentini, Giacoppo, Ivović: 1 | Marcatori | 3: Steardo 1: Astarita |

| Arbitri: | Pascucci Taccini |

|                                                       |           |                                              |
| Elez: 5 Deserti: 2 Agostini, G. Bianco, J. Colombo: 1 | Marcatori | 5: Steardo 2: Simonetti, Tomašić 1: Astarita |

| Arbitri: | L. Bianco Bianchi |

|                                                        |           |                                              |
| Steardo: 3 Beltrame, Tomašić: 2 Astarita, Simonetti: 1 | Marcatori | 2: Baraldi, Brguljan 1: Borrelli, Campopiano |

### Coppa Italia

#### Prima fase
| Arbitri: | Colombo L. Bianco |

|                                              |           |                                                                             |
| Steardo: 3 Tullio: 2 Astarita, Sassanelli: 1 | Marcatori | 2: Alesiani, Damonte, Elez, Fulcheris, Mistrangelo 1: L. Bianco, J. Colombo |

| Arbitri: | Colombo Ercoli |

|                                                                |           |                                                                                 |
| F. Bogliolo: 2 Acosta, Benedetti, Bonomo, E. Colombo, Generini | Marcatori | 4: Astarita, Tomašić 3: Rinaldi 1: Pagliara, Russo, Sassanelli, Steardo, Tullio |

| Arbitri: | Taccini Fusco |

|                                                                |           |                                                    |
| Astarita, Rinaldi, Steardo, Tomašić: 2 Sassanelli, Pagliara: 1 | Marcatori | 4: Pagani 3: Hrošík 1: Busilacchi, Cesini, Gaffuri |

## Statistiche
Statistiche aggiornate al 12 aprile 2014.

### Statistiche di squadra
| Competizione | Punti | In casa | In casa | In casa | In casa | In casa | In casa | In trasferta | In trasferta | In trasferta | In trasferta | In trasferta | In trasferta | Neutro | Neutro | Neutro | Neutro | Neutro | Neutro | Totale | Totale | Totale | Totale | Totale | Totale | DR  |
| Competizione | Punti | G       | V       | N       | P       | Gf      | Gs      | G            | V            | N            | P            | Gf           | Gs           | G      | V      | N      | P      | Gf     | Gs     | G      | V      | N      | P      | Gf     | Gs     | DR  |
| ------------ | ----- | ------- | ------- | ------- | ------- | ------- | ------- | ------------ | ------------ | ------------ | ------------ | ------------ | ------------ | ------ | ------ | ------ | ------ | ------ | ------ | ------ | ------ | ------ | ------ | ------ | ------ | --- |
| Serie A1     | 16    | 11      | 3       | 0       | 8       | 84      | 106     | 11           | 2            | 1            | 8            | 93           | 126          | 0      | 0      | 0      | 0      | 0      | 0      | 22     | 5      | 1      | 16     | 177    | 232    | -55 |
| Coppa Italia | -     | 0       | 0       | 0       | 0       | 0       | 0       | 1            | 0            | 1            | 0            | 10           | 10           | 2      | 1      | 0      | 1      | 23     | 19     | 3      | 1      | 1      | 1      | 33     | 29     | +4  |
| Totale       | -     | 11      | 3       | 0       | 8       | 84      | 106     | 12           | 2            | 2            | 8            | 103          | 136          | 2      | 1      | 0      | 1      | 23     | 19     | 25     | 6      | 2      | 17     | 210    | 261    | -51 |

### Classifica marcatori
| Tot. | Giocatore             | A1 | CI |
| ---- | --------------------- | -- | -- |
| 52   | Mislav Tomašić        | 46 | 6  |
| 48   | Davide Steardo        | 42 | 6  |
| 33   | Matteo Astarita       | 26 | 7  |
| 18   | Emilio Tullio         | 15 | 3  |
| 16   | Carlo Simonetti       | 16 | 0  |
| 14   | Marin Beltrame        | 14 | 0  |
| 11   | Cesare Russo          | 10 | 1  |
| 8    | Alessandro Sassanelli | 5  | 3  |
| 8    | Andrea Rinaldi        | 3  | 5  |
| 3    | Mauro Pagliara        | 1  | 2  |
| 1    | Giovanni Mascia       | 1  | 0  |